# Déjean Bélizaire
Pour les articles homonymes, voir Bélizaire.
Déjean Bélizaire, est un homme d'État haïtien, président du Sénat en août 1991.
Il arrive troisième à la présidentielle de 2016 remportée par Jocelerme Privert au second tour.